# フランコフォンテ
フランコフォンテ（イタリア語: Francofonte, シチリア語: Francofonte）は、イタリア共和国シチリア州シラクーザ県にある、人口約12,000人の基礎自治体（コムーネ）。

## 地理

### 位置・広がり

#### 隣接コムーネ
隣接するコムーネは以下の通り。括弧内のCTはカターニア県所属を示す。
- ブッケリ
- カルレンティーニ
- レンティーニ
- ミリテッロ・イン・ヴァル・ディ・カターニア (CT)
- ヴィッツィーニ (CT)

## 文化・観光

### 名所
- Orfanotrofio Santa Rosa già Monastero S. Benedetto
- Chiesa San Gerolamo
- Chiesa del Carmine
- Via Quattro Luglio
- Chiesa Madre San Antonio Abate
- Chiesa San Girolamo
- Chiesa dell'Angelo Custode
- Chiesa del Santissimo Crocifisso
- Chiesa della Santissima Annunziata